# هاردیستون
هاردیستون (به انگلیسی: Hardyston Township) شهری در ایالت نیوجرسی کشور ایالات متحده آمریکا است که جمعیت آن در سرشماری سال ۲۰۱۰ میلادی، ۸٬۲۱۳ نفر بوده‌است.